# Florian Rus
Florian Rus (n. 19 aprilie 1989, Târgoviște, Dâmbovița, România) este un cântăreț și compozitor român. În calitate de compozitor a scris melodii care s-au clasat în topul celor mai difuzate piese din România pentru artiști precum AMI, Mira, Andra, Delia, Loredana, Andreea Bălan, Alina Eremia, Lidia Buble sau Corina.

## Viața și cariera
Florian Rus s-a născut pe 19 aprilie 1989, în orașul Târgoviște. Artistul este fiul muzicianului folk român Mircea Rusu, dar nu a vrut să se folosească de acest lucru pentru a avea un drum mai ușor în carieră.
Discul single de debut al lui Florian Rus a fost lansat la începutul anului 2014, se intitulează „Cum arată dragostea” și este o colaborare cu Alexandra Ungureanu. În toamna aceluiași an, a participat la cel de-al patrulea sezon al show-ului Vocea României, difuzat de PRO TV. Nu s-a numărat printre finaliștii emisiunii, dar a fost remarcat de Marius Moga și a fost co-optat la Studiourile DeMoga în calitate de producător.
Pe 1 iulie 2019, Florian Rus împreună cu Mira au lansat single-ul „Străzile din București”. Piesa a urcat pe locul 1 în Top Airplay 100 după 54 de zile de la lansare, poziție pe care a rămas încă 14 săptămâni. În decembrie 2019, artistul a lansat primul său EP, Străzile din București, care conține patru piese.
În calitate de compozitor și textier, repertoriul lui Florian Rus conține piese de succes precum „Ce zodie ești” (2016) interpretată de Delia și Marius Moga, „Enigma” (2021) interpretată de AMI și Tata Vlad sau „Dependența mea” (2021) interpretată de Alina Eremia.
În 2022, piesa „Străzile din București” a fost inclusă pe coloana sonoră a serialului de televiziune Ruxx, produs și difuzat de HBO Max. Pe 24 iunie 2022, Florian Rus a lansat „Dulce greșeală”, primul single de pe EP-ul Flacăra mea geamănă, care a apărut pe 5 august.

## Discografie

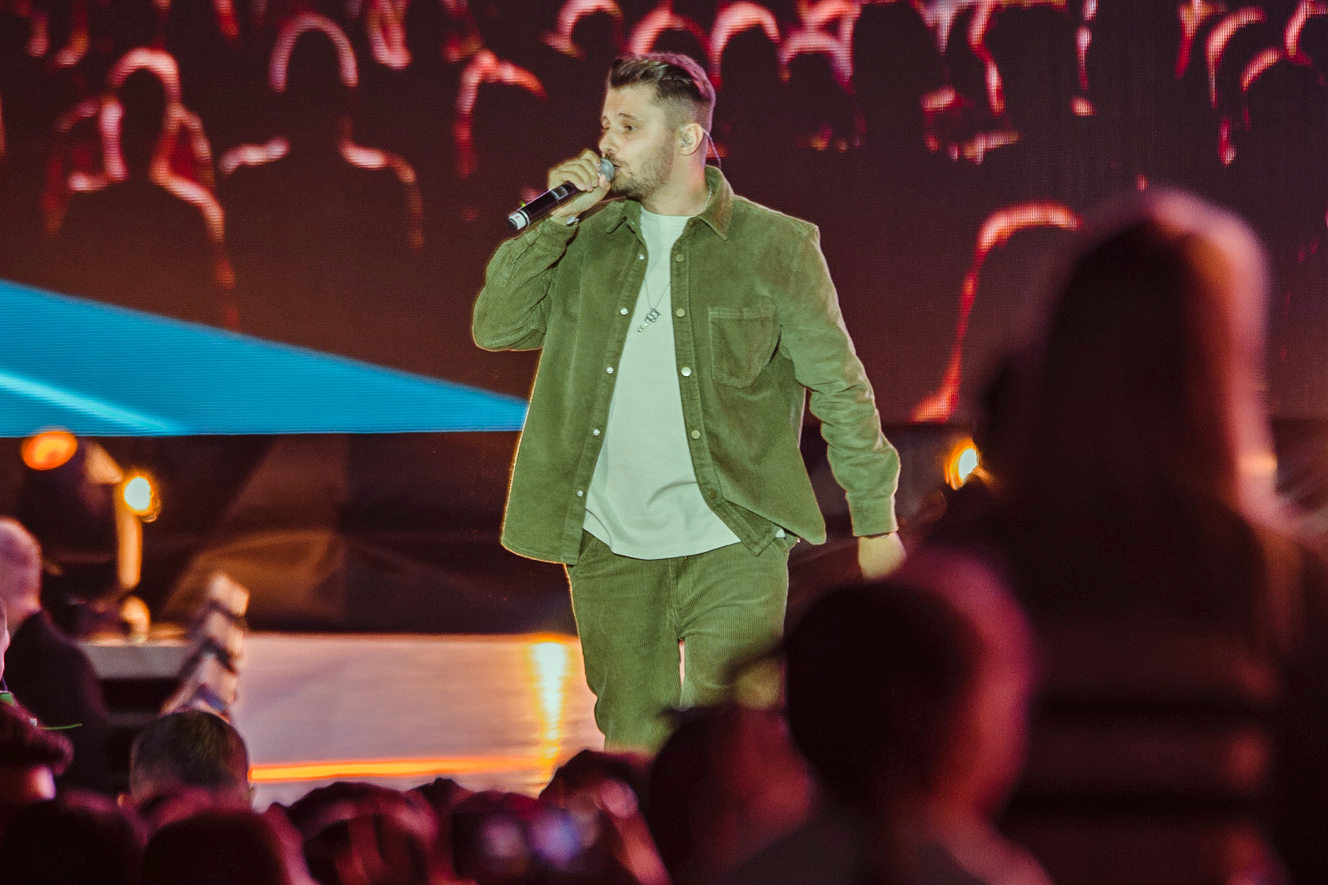
Florian Rus cântând la The Artist Awards 2021 pe 19 septembrie 2021

### Albume

#### Discuri EP
| Titlu                  | Detalii despre album                                                                          |
| ---------------------- | --------------------------------------------------------------------------------------------- |
| Străzile din București | - Lansare: 6 decembrie 2019 - Casa de discuri: Roton Music - Format: Distribuire digitală, EP |
| Flacăra mea geamănă    | - Lansare: 5 august 2022 - Casa de discuri: Global - Format: Distribuire digitală, EP         |

### Discuri single

##### Ca artist principal
| „Cum arată dragostea” (featuring Alexandra Ungureanu)                            | 2014 | — | Disc single fără album |
| „Cât încă ne iubim”                                                              | 2016 | — | Megahits 2017          |
| „Cel mai lung drum”                                                              | 2017 | — | SuperVara 2017         |
| „Străzile din București” (cu Mira)                                               | 2019 | 1 | Străzile din București |
| „Take Me Slow” (cu Delia Rus)                                                    | 2019 | — | Disc single fără album |
| „Când vine noaptea”                                                              | 2019 | — | Străzile din București |
| „Pe buzele tale”                                                                 | 2019 | — | Străzile din București |
| „Sportul preferat”                                                               | 2019 | — | Străzile din București |
| „Singura greșeală” (cu Ioana Ignat)                                              | 2020 | — | Disc single fără album |
| „Cu dorul meu de tine”                                                           | 2020 | — | Disc single fără album |
| „Pură ficțiune”                                                                  | 2021 | — | Disc single fără album |
| „Dacă m-ai iubit cândva” (cu JO)                                                 | 2021 | — | Disc single fără album |
| „Doar o stare”                                                                   | 2021 | — | Disc single fără album |
| „Partea mea de vină”                                                             | 2022 | — | Disc single fără album |
| „Dulce greșeală”                                                                 | 2022 | — | Flacăra mea geamănă    |
| „Flacăra mea geamănă”                                                            | 2022 | — | Flacăra mea geamănă    |
| „Sentimente cu alcool”                                                           | 2022 | — | Flacăra mea geamănă    |
| „Fără tine” (cu Nicole Cherry)                                                   | 2022 | — | Flacăra mea geamănă    |
| „Încet”                                                                          | 2022 | — | Disc single fără album |
| „Până Atunci”                                                                    | 2023 | — | Disc single fără album |
| „Ultima decizie”                                                                 | 2023 | — | Disc single fără album |
| „O fată după ce s-a despărțit”                                                   | 2023 | — | Disc single fără album |
| „Unul fără altul”                                                                | 2024 | — | Disc single fără album |
| „Rege pentru o noapte” (cu DOC)                                                  | 2024 | — | Disc single fără album |
| „O șansă”                                                                        | 2024 | — | Disc single fără album |
| "—" denotă lansări care nu s-au clasat sau nu au fost lansate în acel teritoriu. |      |   |                        |

##### Ca artist secundar
| Titlu                                                   | Anul | Album                  |
| ------------------------------------------------------- | ---- | ---------------------- |
| „Sunetul meu preferat” (Sore featuring Florian Rus)     | 2020 | Disc single fără album |
| „Regrete” (AMI featuring Florian Rus)                   | 2020 | Disc single fără album |
| „Wrong to Let U Go” (Sasha Lopez featuring Florian Rus) | 2020 | Disc single fără album |
| „Pana îmbatranim” (Olivia Addams featuring Florian Rus) | 2022 | Disc single fără album |
| „Dududum” (Antonia featuring Florian Rus)               | 2023 | Disc single fără album |
| „Te-am Pupat” (Zhao featuring Florian Rus)              | 2023 | Disc single fără album |
| „Dacă ne rănim” (Sabrina Stoica featuring Florian Rus)  | 2024 | Disc single fără album |
| „Încă Ne Iubim” (Mira featuring Florian Rus)            | 2024 | Disc single fără album |

### Compoziție
| „Petrecere de adio”                                                              | Piticu featuring Mira                | 2015 | — | Disc single fără album |
| „Inima mea”                                                                      | Nicoleta Nucă                        | 2016 | — | Disc single fără album |
| „Prefer”                                                                         | Shift featuring Lariss               | 2016 | — | Disc single fără album |
| „Ce zodie ești”                                                                  | Delia featuring Marius Moga          | 2016 | — | Deliria                |
| „Ziua de azi”                                                                    | Loredana                             | 2017 | — | Disc single fără album |
| „Ocean de vise”                                                                  | Andra                                | 2017 | — | Iubirea schimbă tot    |
| „RuRumba (Jungle Beat)”                                                          | Morris cu Cabral                     | 2017 | — | Disc single fără album |
| „Indiferența”                                                                    | Andra                                | 2018 | — | Disc single fără album |
| „Hey, Cowboy!”                                                                   | Diana Brescan featuring Dorian Popa  | 2018 | — | Disc single fără album |
| „De câte x vrei tu”                                                              | Amna                                 | 2018 | — | Disc single fără album |
| „Adio”                                                                           | Cleopatra Stratan                    | 2019 | — | Disc single fără album |
| „Shadows”                                                                        | Monoir featuring Brianna             | 2019 | — | Disc single fără album |
| „Cum de te lasă”                                                                 | Mira                                 | 2019 | — | Disc single fără album |
| „Asta sunt eu”                                                                   | Lidia Buble featuring What's UP      | 2019 | — | Disc single fără album |
| „J'ai besoin de toi”                                                             | Mark Azekko cu Eneli și Tobi Ibitoye | 2019 | — | Disc single fără album |
| „Cum să mă las”                                                                  | Sore                                 | 2019 | — | Disc single fără album |
| „Atât de fain” (The Session)                                                     | AMI                                  | 2019 | — | Disc single fără album |
| „De ce?”                                                                         | Mira                                 | 2020 | — | Divina                 |
| „Fotografii”                                                                     | AMI                                  | 2020 | — | Disc single fără album |
| „Bad Days”                                                                       | Eneli                                | 2020 | — | Disc single fără album |
| „O privire”                                                                      | Mira                                 | 2020 | — | Divina                 |
| „Spune-mi”                                                                       | Roxen                                | 2020 | — | Disc single fără album |
| „Furtuna mea”                                                                    | Ilinca                               | 2020 | — | Disc single fără album |
| „Învață-mă”                                                                      | Mira                                 | 2020 | — | Divina                 |
| „Lasă-mă”                                                                        | Mark Stam                            | 2020 | — | Disc single fără album |
| „La răsărit”                                                                     | Wrs                                  | 2020 | — | Disc single fără album |
| „Înger păzitor”                                                                  | Andreea Bălan                        | 2020 | — | Disc single fără album |
| „Lasă-mă să-i spun”                                                              | Sore featuring Tudor                 | 2020 | — | Disc single fără album |
| „Un minut”                                                                       | Tudor Bilețchi                       | 2020 | — | Disc single fără album |
| „Dacă nu dansezi tu”                                                             | Shift                                | 2020 | — | Fragil                 |
| „Cineva”                                                                         | Mira                                 | 2020 | — | Divina                 |
| „Să fii fericit”                                                                 | Alina Eremia                         | 2020 | — | Disc single fără album |
| „Cadoul meu preferat”                                                            | Milan Gavris cu Robert Zahiu         | 2020 | — | Disc single fără album |
| „Fluturii”                                                                       | Liviu Teodorescu featuring JO        | 2021 | — | Disc single fără album |
| „City of Love”                                                                   | Norya                                | 2021 |   | Disc single fără album |
| „Dependența mea”                                                                 | Alina Eremia                         | 2021 | — | Déjà Vu                |
| „Enigma”                                                                         | AMI featuring Tata Vlad              | 2021 | 3 | Disc single fără album |
| „Bipolară”                                                                       | Alina Eremia                         | 2021 | — | Déjà Vu                |
| „Zi Merci”                                                                       | Mira                                 | 2021 | — | Divina                 |
| „Indigo”                                                                         | Sonja                                | 2021 | — | Disc single fără album |
| „Gândurile mele”                                                                 | Alina Eremia                         | 2021 | — | Déjà Vu                |
| „Târziu”                                                                         | Nalani                               | 2021 | — | Disc single fără album |
| „Mon Ami (RaTaTa)”                                                               | Serena cu Andrei Bănuță              | 2021 | — | Disc single fără album |
| „Gloanțe”                                                                        | Emil Rengle cu Emaa și Bruja         | 2021 | — | Disc single fără album |
| „Red Blue”                                                                       | Misha Miller                         | 2021 | — | Disc single fără album |
| „Pe limba ta”                                                                    | Andrei Bănuță cu Nosfe               | 2022 | — | Disc single fără album |
| „Plouă”                                                                          | Holy Molly cu Tata Vlad              | 2022 | — | Disc single fără album |
| „Ai ales”                                                                        | Corina                               | 2022 | — | Disc single fără album |
| „După apus”                                                                      | Iuliana Beregoi                      | 2022 | — | Disc single fără album |
| „Ce-ar spune sufletul”                                                           | Alina Eremia                         | 2022 | — | Disc single fără album |
| „O secundă”                                                                      | Julian cu OTS                        | 2022 | — | Disc single fără album |
| „Ultima dată”                                                                    | Emaa                                 | 2022 | — | Disc single fără album |
| „Foc la inimă”                                                                   | Corina                               | 2022 | — | Disc single fără album |
| „Uită-mă”                                                                        | Rareș cu OTS                         | 2022 | — | Disc single fără album |
| "—" denotă lansări care nu s-au clasat sau nu au fost lansate în acel teritoriu. |                                      |      |   |                        |

## Filmografie
| Anul | Titlu | Rolul | Credit         | Ref.  |
| ---- | ----- | ----- | -------------- | ----- |
| 2020 | Ruxx  | —     | Coloana sonoră | [ 7 ] |

## Televiziune
| Anul | Titlu          | Rol                                | Note                      |
| ---- | -------------- | ---------------------------------- | ------------------------- |
| 2014 | Vocea României | El însuși în calitate de concurent | Show TV difuzat de PRO TV |